# 武侯 (晋)
武侯（ぶこう、生没年不詳）は、中国の西周時代の晋の君主。姓は姫、名は寧族。

## 生涯
晋の晋侯燮の子として生まれた。晋侯燮が死去すると、後を嗣いで武侯が晋侯として即位した。武侯が死去すると、子の成侯が晋侯として即位した。